# Храпков
Храпков (слч. Hrabkov) насељено је мјесто са административним статусом сеоске општине (слч. obec) у округу Прешов, у Прешовском крају, Словачка Република.

## Становништво
| Година:    | 1994. | 2004.   | 2014.   | 2024.   |
| ---------- | ----- | ------- | ------- | ------- |
| Број људи: | 773   | 702     | 698     | 735     |
| Разлика:   |       | -9,18 % | -0,56 % | +5,30 % |

| Година:    | 2023. | 2024.   |
| ---------- | ----- | ------- |
| Број људи: | 716   | 735     |
| Разлика:   |       | +2,65 % |

Према подацима о броју становника из 2024. године насеље је имало 735 становника.